# Orgullo de Helsinki
El Orgullo de Helsinki es un evento organizado anualmente en la ciudad finlandesa de Helsinki en honor al Orgullo LGBT+ y en favor de la igualdad de derechos sin importar la orientación sexual o la identidad de género. La celebración se realiza durante la semana posterior al solsticio de verano.
El Orgullo de Helsinki es el evento LGBT más grande de Finlandia. En 2018 y 2019, según estimaciones de la policía, alrededor de 100 000 personas participaron en la marcha del orgullo, lo que convirtió a la celebración en uno de los eventos públicos más grandes jamás realizados en Finlandia.

## Historia

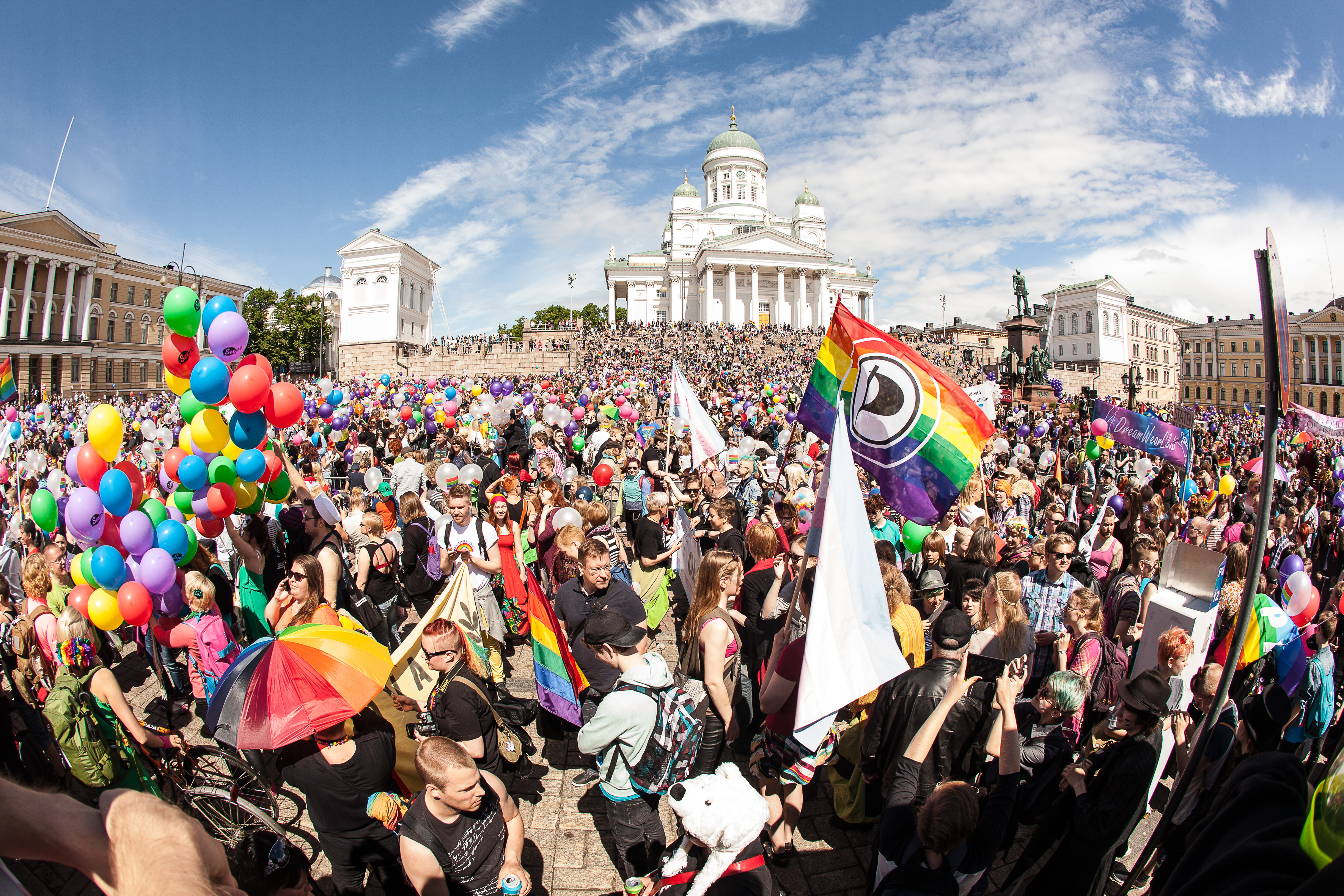
Asistentes del Orgullo de Helsinki de 2015 en la Plaza del Senado.

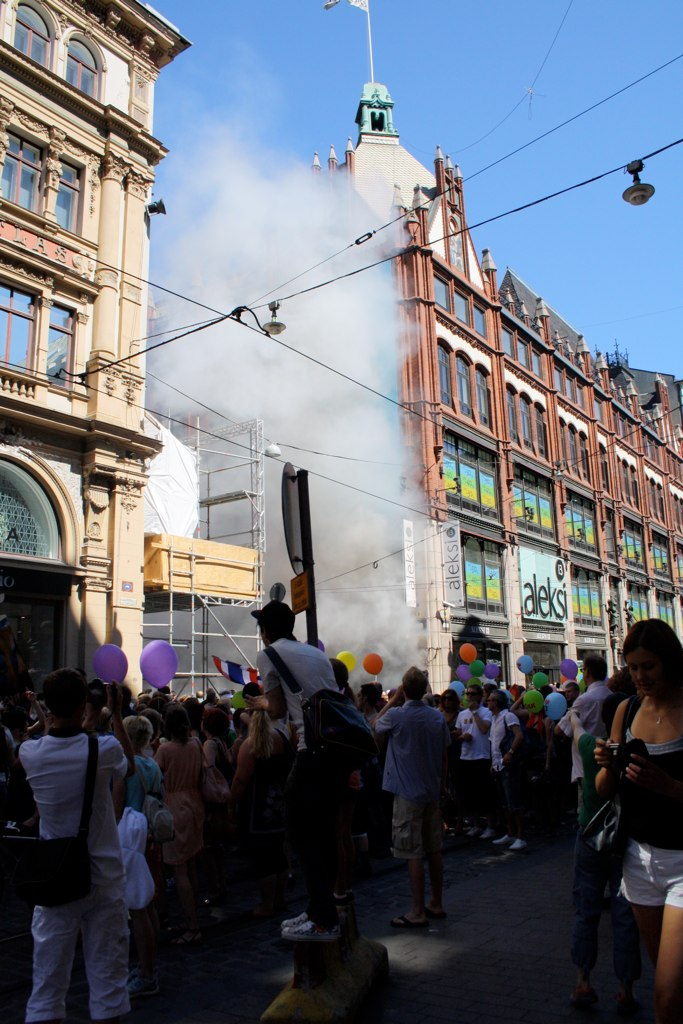
Ataque con gas en el desfile del Orgullo de Helsinki en 2010.

El Orgullo de Helsinki continúa la tradición de las celebraciones anuales por el Día de la Liberación de la Calle Cristopher organizados por SETA y que comenzaron en 1975. Inicialmente, el Orgullo de Helsinki se realizaba en los años pares, mientras que en los impares, el orgullo se organizaba en otras ciudades de Finlandia. Desde 2006, el evento se celebra anualmente en Helsinki, y también se han celebrado eventos del Orgullo ocasionalmente en otras grandes ciudades como Tampere, Oulu, Rovaniemi y Lahti.
En 2010 tuvo lugar un ataque homofóbico contra la marcha del orgullo en la esquina de las calles Aleksanterinkatu y Kluuvikatu en que se lanzó gas lacrimógeno y aerosol de pimienta a los asistentes, lo que provocó a las víctimas, entre otras cosas, dificultad para respirar, tos y afectaciones en la piel. La policía arrestó a tres hombres como autores del crimen, quienes fueron condenados a cuatro meses de prisión condicional y a pagar daños y perjuicios. Los hombres negaron que el móvil fuera la orientación sexual de los participantes. Algunas de las víctimas sufrieron problemas psicológicos durante mucho tiempo después del ataque.
En 2014, el número de participantes en la marcha se duplicó a 20 000 manifestantes. En las marchas de 2016 y 2017, por su lado, la cifra llegó a 35 000 asistentes.
Durante la marcha de 2016, el sargento Juho Pylvänäinen, que trabajaba en la flota costera de la Armada Finlandesa en Turku, participó en el desfile del Orgullo usando su uniforme oficial. Henrik Gahmberg, portavoz de las Fuerzas de Defensa de Finlandia, afirmó en referencia a la actuación de Pylvänäinen en el evento: "No vemos como apropiado y deseable que un soldado aparezca con un uniforme militar en su tiempo libre en eventos como este, en base a que el comportamiento y la apariencia del soldado crean una imagen de las fuerzas de defensa de manera similar".  Sin embargo, Jan Engström, director de comunicaciones de la fuerza de defensa, afirmó que la declaración de Gahmberg fue innecesariamente estricta y partió de la premisa de que el Orgullo era una manifestación, a pesar de que la policía lo ha registrado como un evento público. De acuerdo con las pautas del servicio militar, no se puede usar el uniforme de un soldado en eventos o manifestaciones políticas.  En el nuevo reglamento de servicios generales de las fuerzas de defensa, que entró en vigor a fines de 2017, se establece que el uso de uniformes militares durante el tiempo libre no se considera deseable en eventos públicos como forma de expresar opiniones.
El desfile del orgullo de 2018 casi triplicó la asistencia. Según el cálculo policial, 100 000 personas participaron en la marcha, lo que significó más personas que, por ejemplo, la fiesta por la victoria del Festival de la Canción de Eurovisión en la Plaza del Mercado de Helsinki en 2006. El Orgullo de Helsinki de 2018 fue uno de los eventos públicos más grandes de Finlandia y la manifestación individual más grande en la historia del país.

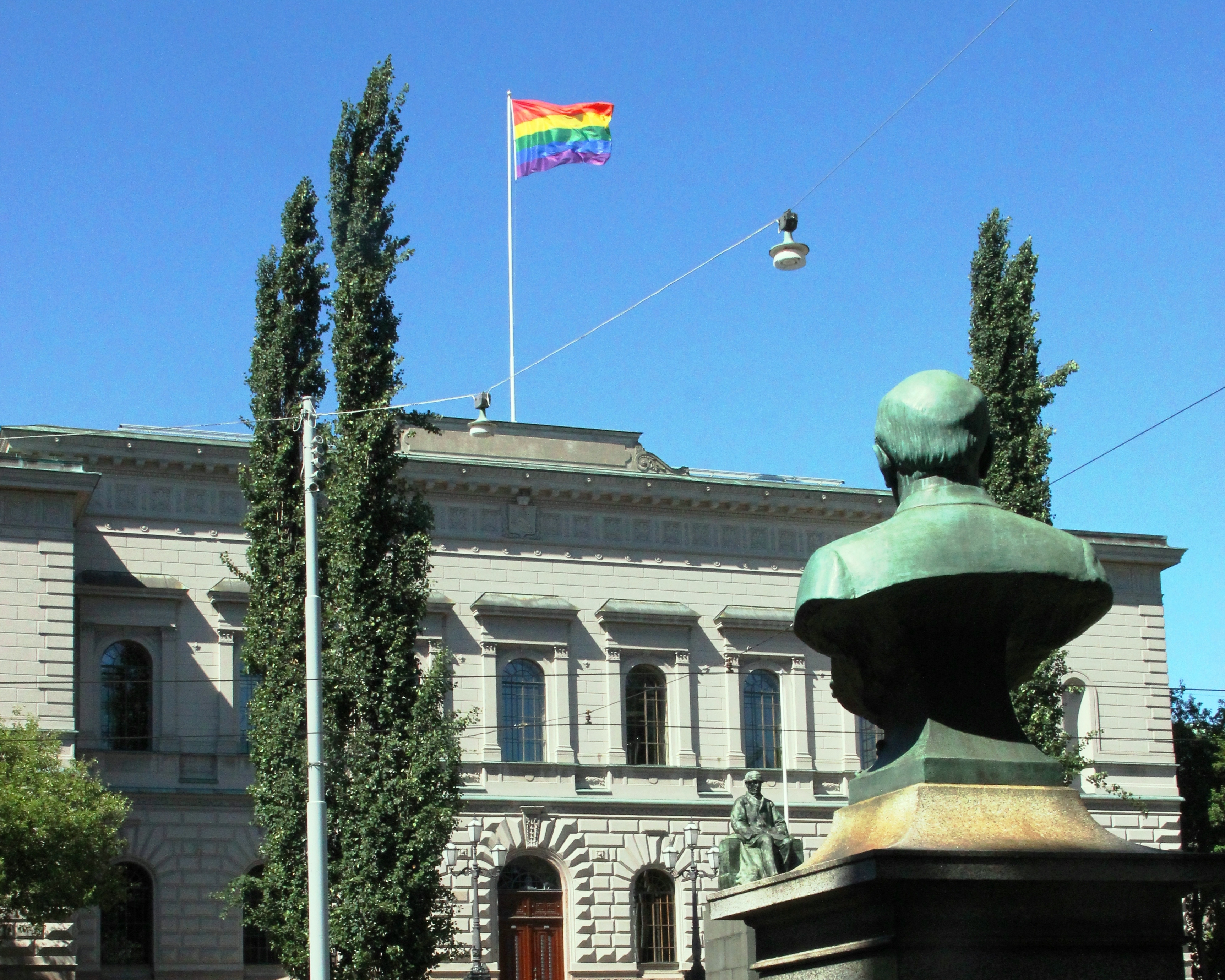
El Banco de Finlandia mostrando la bandera LGBT durante el Orgullo de 2022.

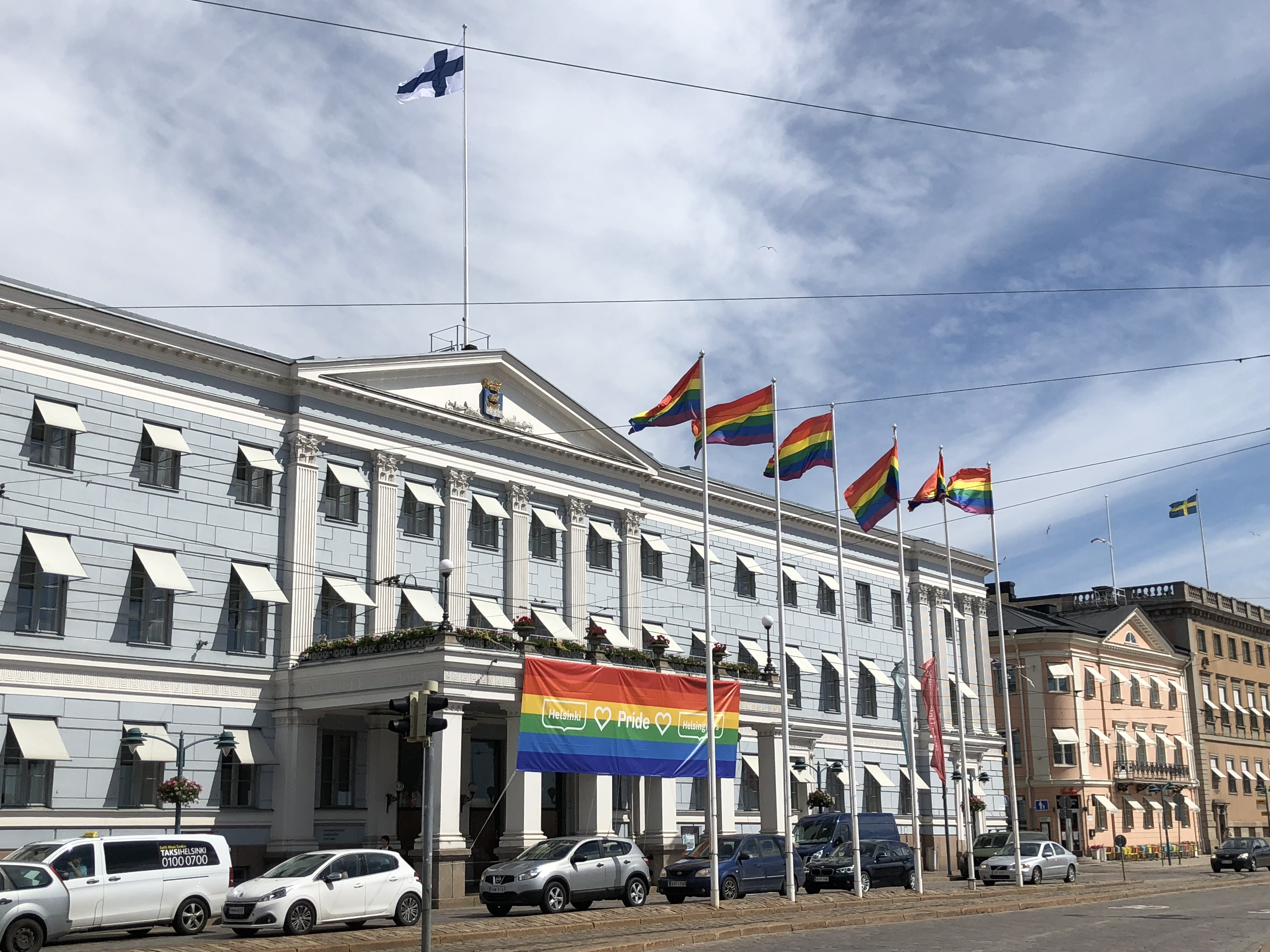
El Ayuntamiento de Helsinkicon la bandera del arcoíris en junio de 2018.

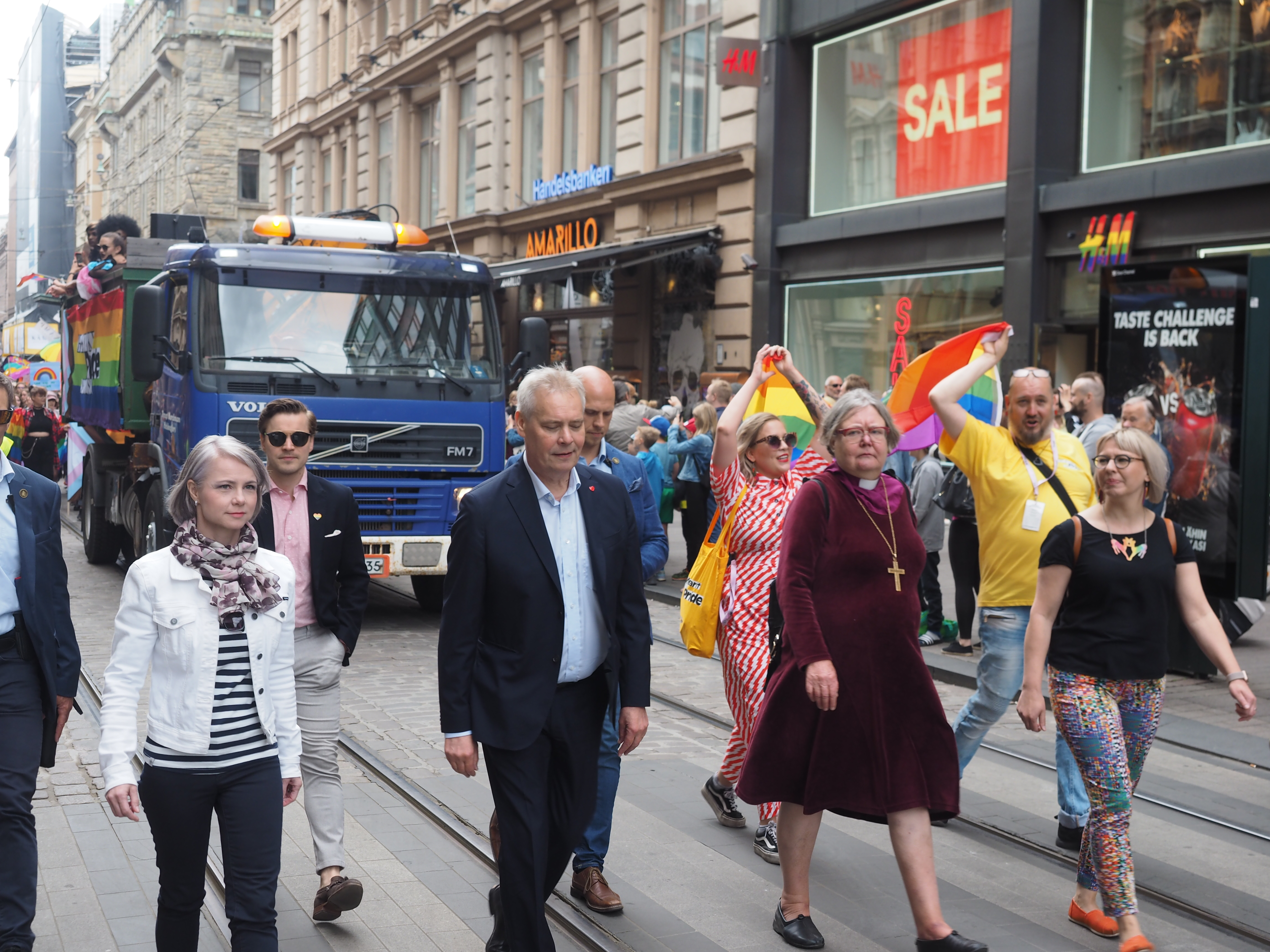
El primer ministro de Finlandia, Antti Rinne, el ex obispo de la diócesis de Helsinki, Irja Askola, y la patrocinadora y ministra del Orgullo de Helsinki, Aino-Kaisa Pekonen, encabezaron la marcha de 2019.

En 2019, como el año anterior, 100 000 personas volvieron a participar en la marcha. El primer ministro finlandés, Antti Rinne, participó en el evento por primera vez.
Por primera vez, uno de los principales patrocinadores del Orgullo de Helsinki 2019 fue la Iglesia Evangélica Luterana de Finlandia, lo que, según Yle News, despertó críticas entre muchos asistentes. La participación de la iglesia dividió opiniones tanto de personas religiosas como dentro de la comunidad LGBT. Al año siguiente, la Iglesia Luterana dejó de ser patrocinadora oficial del Orgullo.
En 2020, el desfile se organizó excepcionalmente en septiembre, y la marcha del Orgullo quedó fuera del programa debido a la pandemia de COVID-19. El patrocinador del evento fue por primera vez la primera ministra de Finlandia. En honor al Orgullo, también se izó por primera vez a media asta la bandera arcoíris en todo el Consejo de Gobierno. La primera ministra Sanna Marin prometió actuar como patrocinadora del evento también en 2021. En 2021, el desfile se canceló y, por lo tanto, la marcha de 2022 fue la primera en tres años.

## Actividades

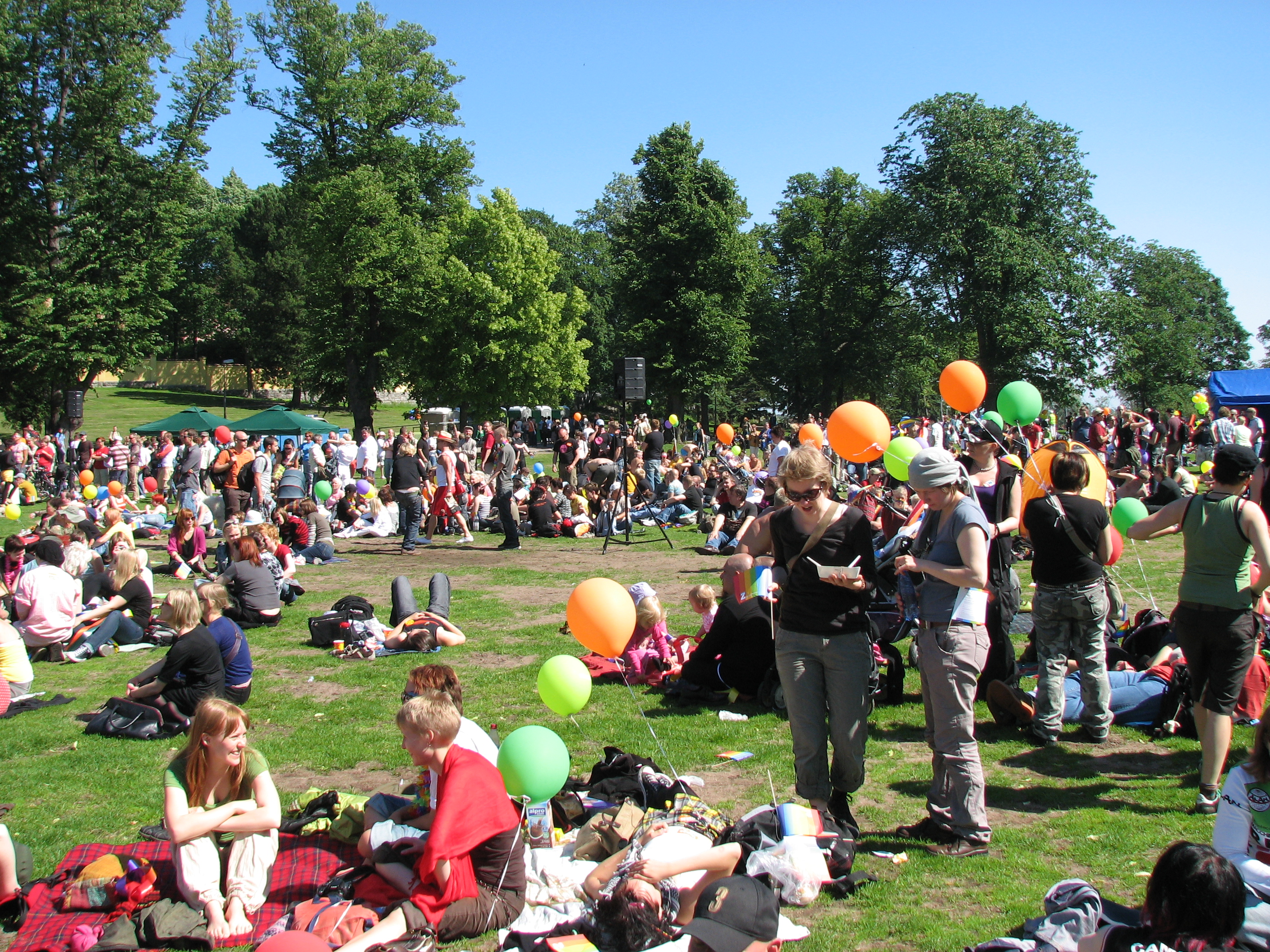
Fiesta en el parque después del desfile del Orgullo de Helsinki. Esta imagen muestra la fiesta del parque en 2007, que se llevó a cabo en Kaivopuisto.

El evento dura toda la semana y generalmente se organiza la semana posterior al solsticio de verano. El lunes, el programa incluye la ceremonia de apertura, y durante la semana suele haber exposiciones, eventos deportivos y de debate, reuniones de grupos de pares, veladas juveniles y ferias del arco iris. Se organizan varias fiestas diferentes durante la semana del Orgullo, desde un club punk hasta una fiesta de mujeres.
La semana culmina con la marcha del orgullo del sábado, que atraviesa el centro de Helsinki. La procesión finaliza en el parque, donde se celebra una fiesta. El programa suele incluir actuaciones musicales y discursos. El sábado por la noche es el principal día de celebración de la semana del orgullo.

## Críticas
Varios patrocinadores del Orgullo de Helsinki han sido acusados de pinkwashing. Por ejemplo, la participación de la policía, la Oficina de Inmigración y la iglesia en el evento ha sido fuertemente criticada por la propia comunidad LGBT. Esto a causa del origen del orgullo en Estados Unidos, que surgió en la década de 1960 tras los disturbios de Stonewall por la opresión sistemática de las minorías sexuales y de género por parte de la policía y las autoridades. Teniendo en cuenta la historia de la celebración y la actitud actual de estas instituciones hacia las poblaciones LGBT, su participación ha sido catalogada como pinkwashing.
En 2013, un pequeño grupo de personas en contra del Orgullo LGTB+ organizó una "marcha del orgullo heterosexual". Sin embargo, la cantidad de contramanifestantes fue mayor que la de participantes de esta marcha.

## Números de asistentes
| Año  | Participantes en la marcha | Fuente |
| ---- | -------------------------- | ------ |
| 2010 | 5,000                      | [ 25 ] |
| 2011 | 15,000                     | [ 26 ] |
| 2012 | 7,500                      | [ 27 ] |
| 2013 | 8,000 – 9,000              | [ 8 ]  |
| 2014 | 20,000                     | [ 8 ]  |
| 2015 | 25,000                     | [ 28 ] |
| 2016 | 35,000                     | [ 9 ]  |
| 2017 | 35,000                     | [ 9 ]  |
| 2018 | 100,000                    | [ 3 ]  |
| 2019 | 100,000                    | [ 5 ]  |
| 2020 | –                          | [ 17 ] |
| 2021 | –                          | [ 18 ] |
| 2022 | 70.000 – 80.000            | [ 18 ] |